# Yingpanshan-Kultur
Die Yingpanshan-Kultur (chinesisch 营盘山文化, Pinyin Yíngpánshān wénhuà, englisch Yingpanshan culture) war eine neolithische Kultur, die sich am Flussoberlauf des Min Jiang am nordwestlichen Rand des Sichuanbeckens formierte. Die namensgebende Yingpanshan-Stätte (营盘山) wird auf ca. 5000 Jahre vor heute datiert. Sie liegt in einem Gefängnisgelände unter Kontrolle des Militärbezirks Chengdu (Chengdu junqu 成都军区) im Kreis Mao des Bezirks Ngawa der Tibeter und Qiang.
Die Yingpanshan-Stätte und die Jiangweicheng-Stätte (Yingpan shan he Jiangwei cheng yizhi 营盘山和姜维城遗址) stehen seit 2006 auf der Liste der Denkmäler der Volksrepublik China (6-177).
Die Yingpanshan-Stätte (Yingpanshan yizhi 营盘山遗址) steht seit 2002 auf der Liste der Denkmäler der Provinz Sichuan (6-3).